# Рут Правер Джабвала
Рут Правер Джабвала, до шлюбу Правер (англ. Ruth Prawer Jhabvala, нар.7 травня 1927, Кельн – пом. 3 квітня 2013, Нью-Йорк) — британська письменниця і сценаристка (два Оскари). Понад 40 років працювала над випуском фільмів, зокрема, Кімната з видом (1986), Маєток Говардс-Енд (1992), Наприкінці дня (1993). Лауревтка «Оскара» за сценарії перших двох. Лауреатка Букерівської премії.

## Біографія
Народилася Рут Правер у польсько-німецькій єврейській родині. Дошлюбне прізвище її матері було Елеонора Кон, а батько — адвокат Маркус Правер. 1939 року її батьки разом з нею та її старшим братом Зігбертом Саломоном Правером (1925—2012) емігрували з нацистської Німеччини до Англії. У 1948 році вона отримала британське громадянство. Того ж року її батько покінчив життя самогубством, коли дізнався, що 40 членів родини загинули під час Голокосту; Рут більше ніколи не приїжджала до Німеччини.
Вивчала англійську літературу в Лондонському університеті. У 1951 році одружилася з Сайрусом С. Г. Джабвалою, індійським архітектором та парсом за походженням. Пара переїхала в Нью-Делі; у них було три дочки. Рут Правер Джабвала почала писати про свій новий досвід в Індії романи та оповідання.
Її перша книга «До кого вона хоче» була опублікована в 1955 році. Це історія про молоду індійську жінку Амріту, яка, відповідно до свого статусу, хоче одружитися з представником низької касти Харі, своїм справжнім коханням, що врешті призводить до її ув'язнення. Невдовзі Правер Джабвала публікувала нові оповідання, присвячені проблемам індійського суспільства. Зберігаючи критичність, авторка не засуджує індійців. З 1957 року вона опублікувала 31 своє оповідання в New Yorker.
У 1963 році компанія Merchant Ivory Productions звернулася до неї з проханням написати сценарій для її роману 1960 року The Householder. Це поклало початок партнерству, яке розширилося на понад 20 фільмів, що мали міжнародний успіх, особливо наприкінці 1980-х і на початку 1990-х років. Так з'явилися фільми Кімната з видом( 1986), Маєток Говардс-Енд (1992), Наприкінці дня (1993). Рут Правер Джабвала була нагороджена «Оскаром» за сценарії перших двох фільмів; обидва фільми зняті за мотивами романів Е. М. Форстера.
У 1975 році вона отримала престижну британську Букерівську премію за свій роман «Спека і пил» (1985), екранізований у 1982 році Джеймсом Айворі.У романі йдеться про колоніальну історію Британської Індії.
Того ж 1975 року Джабвала переїхала в Нью-Йорк і прожила там до своєї смерті. У 1986 році вона отримала громадянство США.
У 1984 році вона була стипендіаткою Макартура.
3 квітня 2013 року, у віці 85 років, Рут Правер Джабвала померла у своєму будинку від захворювання легенів.

## Романи й оповідання
- To Whom She Will (1955, у США під назвою Amrita)
- The Nature of Passion (1956)
- Esmond in India (1958)
- The Householder (1960)
- Get Ready for Battle (1962)
- Like Birds, Like Fishes (1963)
- A Backward Place (1965)
- A Stronger Climate (1968)
- A New Dominion (1972, у США під назвою Travelers)
- Heat and Dust (1975, премія Букер)
- An Experience of India (1971)
- How I Became a Holy Mother and other stories (1976)
- In Search of Love and Beauty (1983)
- Out of India (1986)
- Three Continents (1987)
- Poet and Dancer (1993)
- Shards of Memory (1995)
- East Into Upper East: Plain Tales from New York and New Delhi (1998)
- My Nine Lives (2004)

## Вибрана фільмографія
- 1963: The Householder
- 1965: Shakespeare-Wallah
- 1969: The Guru
- 1970: Bombay Talkie
- 1979: The Europeans
- 1981: Quartet
- 1983: Heat and Dust
- 1984: Die Damen aus Boston (The Bostonians)
- 1985: Кімната з видом (A Room With a View)
- 1988: Madame Sousatzka
- 1990: Mr. & Mrs. Bridge
- 1992: Маєток Говардс Енд (фільм) (Howards End)
- 1993: Наприкінці дня (фільм) (The Remains of the Day)
- 1995: Jefferson in Paris
- 1996: Surviving Picasso
- 2000: The Golden Bowl
- 2003: Le Divorce
- 2009: The City of Your Final Destination

## Нагороди
- 1975: Букерівська премія за «Жар і пил».
- 1976: Стипендія Ґуґґенгайма
- 1979: Міжнародний стипендіат Ніла Ганна
- 1983: Премія «Літературний лев» від Нью-Йоркської публічної бібліотеки
- 1984: Стипендія МакАртура
- 1984: Кінопремія Лондонського кола критиків за фільм «Спека і пил» (Сценаристка року)
- 1984: Премія Британської кіноакадемії за фільм «Спека і пил» (найкращий адаптований сценарій)
- 1984—1989: стипендіат Фонду Макартура
- 1987: Премія Гільдії сценаристів Америки за фільм "Кімната з краєвидом " (найкращий адаптований сценарій)
- 1987: Премія «Оскар» за фільм «Кімната з краєвидом» (найкращий адаптований сценарій)
- 1990: Премія Кола кінокритиків Нью-Йорка за фільм «Містер і місіс Бридж» (найкращий сценарій)
- 1993: Оскар за «Говардс Енд Реюніон» (найкращий адаптований сценарій)
- 1993: Спеціальна нагорода Національної ради рецензій
- 1994: Премія Гільдії сценаристів Америки (« Нагорода Лорел за досягнення в сценарії»)
- 1997: Gotham Award («Writers Award»)
- 1998: орден Британської імперії (CBE)[8]
- 2002: Стипендія BAFTA
- 2005: Премія О. Генрі за оповідання «Притулок у Лондоні».